# Natação nos Jogos Pan-Americanos de 1999 - 200 m livre feminino
O evento dos 200 m livre feminino nos Jogos Pan-Americanos de 1999 foi realizado em Winnipeg, Canadá, em 3 de agosto de 1999. A última campeã dos Jogos Pan-Americanos foi Cristina Teuscher, dos Estados Unidos.
Essa corrida consistiu em quatro voltas em nado livre em piscina olímpica.

## Resultados
Todos os tempos estão em minutos e segundos.
| CHAVE: | q | Mais rápidos não-classificados | Q | Classificados | GR | Recorde dos jogos | NR | Recorde nacional | PB | Melhor marca pessoal | SB | Melhor marca na temporada |

### Eliminatórias
A primeira fase foi realizada em 3 de agosto.
| Posição | Nome             | Nação              | Tempo   | Notas |
| ------- | ---------------- | ------------------ | ------- | ----- |
| 1       | Janelle Atkinson | JAM Jamaica        | 2:01.94 | Q     |
| 2       | -                | -                  | -       | Q     |
| 3       | Julia Stowers    | USA Estados Unidos | 2:03.14 | Q     |
| 4       | Talor Bendel     | USA Estados Unidos | 2:04.44 | Q     |
| 5       | -                | -                  | -       | Q     |
| 6       | -                | -                  | -       | Q     |
| 7       | -                | -                  | -       | Q     |
| 8       | -                | -                  | -       | Q     |

### Final B
A final B foi realizada em 3 de agosto.
| Posição | Nome           | Nação          | Tempo   | Notas |
| ------- | -------------- | -------------- | ------- | ----- |
| 9       | Michelle Diago | PUR Porto Rico | 2:08.60 |       |
| 10      | S.Mojica       | PUR Porto Rico | 2:09.57 |       |
| 11      | Angela Chuck   | JAM Jamaica    | 2:11.74 |       |
| 12      | Pamela Vásquez | HON Honduras   | 2:16.85 |       |

### Final A
A final A foi realizada em 3 de agosto.
| Posição           | Nome             | Nação              | Tempo   | Notas |
| ----------------- | ---------------- | ------------------ | ------- | ----- |
| Medalha de ouro   | Jessica Deglau   | CAN Canadá         | 2:00.65 |       |
| Medalha de prata  | Janelle Atkinson | JAM Jamaica        | 2:01.11 |       |
| Medalha de bronze | Talor Bendel     | USA Estados Unidos | 2:03.18 |       |
| 4                 | Julia Stowers    | USA Estados Unidos | 2:03.46 |       |
| 5                 | Carolyn Adel     | SUR Suriname       | 2:04.20 |       |
| 6                 | Ana Muniz        | BRA Brasil         | 2:06.08 |       |
| 7                 | Nayara Ribeiro   | BRA Brasil         | 2:06.79 |       |
| 8                 | Talía Barrios    | PER Peru           | 2:08.91 |       |